# D²B
D²B (Domestic Digital Bus, IEC 61030) ist ein IEC-Standard für einen langsamen multi-master Serial-Bus für Heimautomation-Anwendungen. Er wurde ursprünglich von Matsushita und Philips in den 1970er Jahren entwickelt. Der D²B bildet eine topologische Ringstruktur mit einem Master- und mehreren Slave-Geräten. Die Reihenfolge der Slave-Geräte ist im Mastergerät gespeichert; wenn das Mastergerät durch ein anderes ersetzt wird, erzeugt dies also einen Fehler, solange diese Reihenfolge nicht in das neue Mastergerät eingespeichert wurde.
Der Nachfolger des D²B ist der MOST-Bus mit einer größeren Datenbreite und einer höheren Übertragungsrate. Dieser hat den D²B schon fast vollständig abgelöst.

## Eigenschaften
- Bus-Typ: Feldbus
- Topologie: Ring
- Master-Gerät: 1
- Slave-Geräte: 61
- Geschwindigkeit: 5,65 Mbit/s bei Nutzung einer optischen Polymerfaser = Glasfaser (D2B optical)

## Anwendungen
- Der SCART-Standard bietet in der Version von 1998 eine D²B-Verbindung für die Kommunikation zwischen Video-Geräten.
- Bei verschiedenen Fahrzeugen der Marke Mercedes-Benz basiert die Kommunikation der Audio- und Videogeräte auf dem D²B.